# Simeane, Nîjnohirskîi
Simeane (în ucraineană Сім'яне) este un sat în comuna Uvarivka din raionul Nîjnohirskîi, Republica Autonomă Crimeea, Ucraina.

## Demografie
Componența lingvistică a localității Simeane
     Rusă (65,55%)
     Tătară crimeeană (25,28%)
     Ucraineană (8,05%)
     Alte limbi (0,37%)
Conform recensământului din 2001, majoritatea populației localității Simeane era vorbitoare de rusă (65,55%), existând în minoritate și vorbitori de tătară crimeeană (25,28%) și ucraineană (8,05%).